# Ambrakos (Sohn des Thesprotos)
Ambrakos (altgriechisch Ἄμβρακος) oder Ambrax (altgriechisch Ἄμβραξ) war in der griechischen Mythologie der eponyme Heros der Stadt Ambrakia. Er war der Sohn des Thesprotos, nach dem das Volk der Thesproter benannt wurde. Von seinem Sohn Ephyros erhielt die Stadt Ephyra ihren Namen.